# Gainsborough (Lincolnshire)
Pour les articles homonymes, voir Gainsborough.
Gainsborough est une ville du Lincolnshire, en Angleterre, sur la Trent. Au moment du recensement de 2001, sa population était de 20 110 habitants.

## Histoire
Le mariage d'Alfred le Grand et Ealhswith y est célébré en 869. En 1014, le roi du Danemark Sven Ier y meurt soudainement, après une brève période de règne de 5 semaines en tant que premier roi danois d'Angleterre. Gainsborough est aussi connue pour le succès de Olivier Cromwell sur Charles Cavendish (en) en 1643.